# Lopušné Pažite
Lopušné Pažite je naseljeno mjesto u okrugu Kysucké Nové Mesto u Žilinskom kraju u Slovačkoj.

## Stanovništvo
| Godina:     | 1993. | 2003.   | 2013. | 2023.   |
| ----------- | ----- | ------- | ----- | ------- |
| Broj ljudi: | 440   | 464     | 464   | 439     |
| Razlika:    |       | +5,45 % | +0 %  | -5,38 % |

| Godina:     | 2022. | 2023.   |
| ----------- | ----- | ------- |
| Broj ljudi: | 447   | 439     |
| Razlika:    |       | -1,78 % |

Prema podatcima o broju stanovnika iz 2023. godine naselje je imalo 439 stanovnika.

## Vanjske poveznice
|  | Zajednički poslužitelj ima još gradiva o temi Lopušné Pažite |

- Službena stranica naselja (sl.)